# Cơn khát

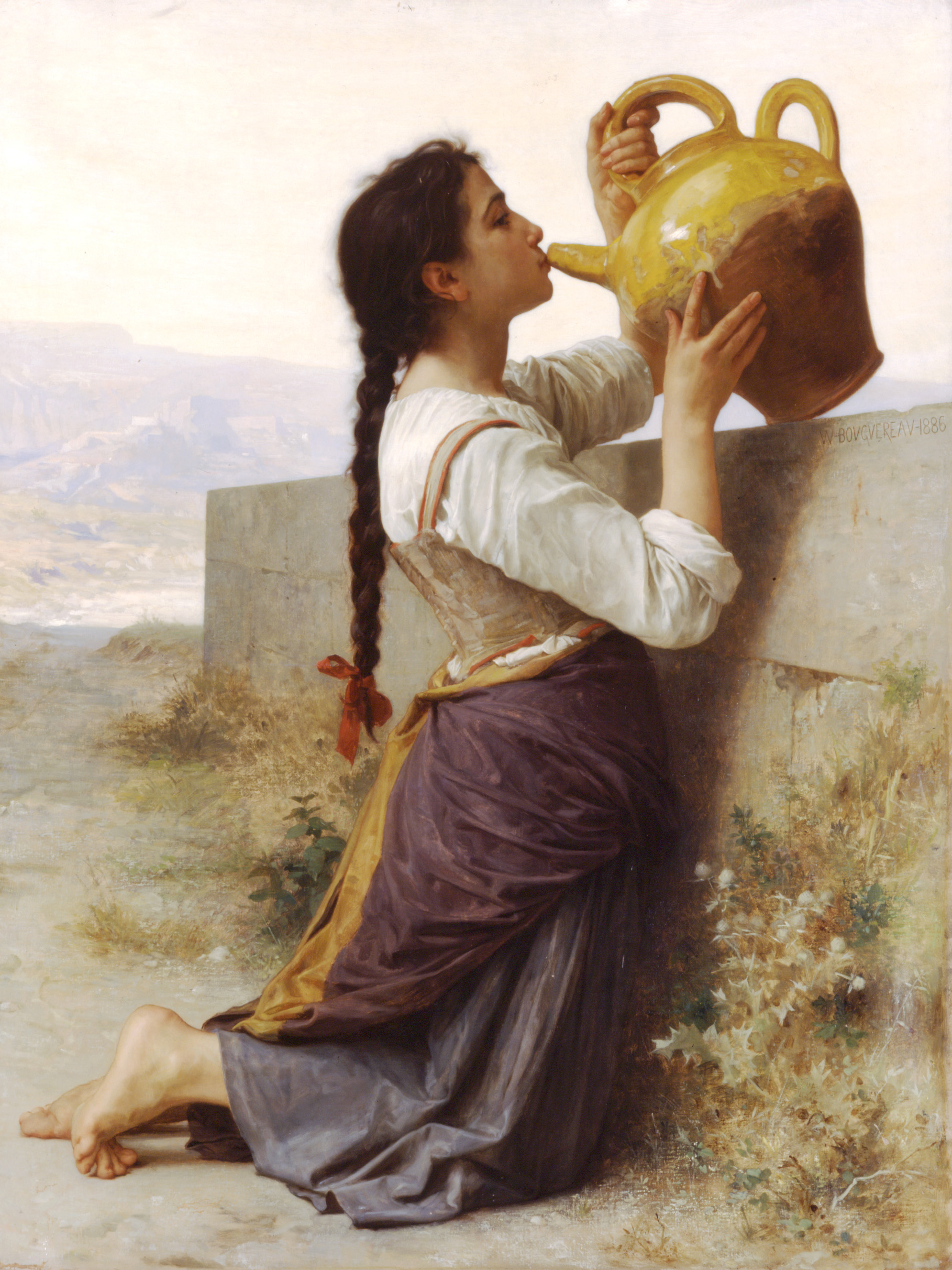

Khát là sự thèm chất lỏng có thể uống được, dẫn đến bản năng cơ bản của động vật để uống. Nó là một cơ chế thiết yếu liên quan đến cân bằng chất lỏng. Nó phát sinh từ việc thiếu chất lỏng hoặc tăng nồng độ của một số osmolit nhất định, chẳng hạn như muối. Nếu lượng nước của cơ thể giảm xuống dưới một ngưỡng nhất định hoặc nồng độ osmolite trở nên quá cao, não báo hiệu cơn khát.
Mất nước liên tục có thể gây ra nhiều vấn đề, nhưng thường liên quan đến các vấn đề về thận và các vấn đề về thần kinh như co giật. Khát nước quá mức, được gọi là chứng chảy nước, cùng với đi tiểu nhiều, được gọi là đa niệu, có thể là một dấu hiệu của bệnh đái tháo đường hoặc đái tháo nhạt.